# Rivière Sanirqimatik
La rivière Sanirqimatik est un affluent de la rivière Sorehead, laquelle coule vers l'ouest pour se déverser sur le littoral Est de la baie d'Hudson. La rivière Sanirqimatik coule dans le territoire non organisé de la Baie-d'Hudson, dans la région administration du Nord-du-Québec, au Québec, au Canada.

## Géographie
Les bassins versants voisins de la rivière Sanirqimatik sont :
- côté nord : Rivière Iktotat ;
- côté est : Rivière de Puvirnituq, lac Bylot ;
- côté sud : Rivière Sorehead ;
- côté ouest : Lac Kikiingajuq, baie d'Hudson.

La rivière Sanirqimatik prend sa source d'un ensemble de plans d'eau notamment Koenig, Niquit, Akunnimiutaq, Ipiutalik et Tasijuarusiq.
Dans son cours vers le sud sur 33,1 km (longueur totale), la rivière Sanirqimatik traverse quatre lacs importants et trois petits lacs, sur une distance de 25,2 km et 7,9 km en zones de rivière. Au terme de son parcours, la rivière Sanirqimatik se déverse sur la rive nord de la rivière Sorehead, à 13,3 km en amont de l'embouchure de cette dernière.

## Toponymie
Le toponyme "rivière Sanirqimatik" a été officialisé le 10 février 1971 à la Commission de toponymie du Québec.